# جون هولمز (سياسي نيوزلندي)
جون هولمز (بالإنجليزية: John Holmes)‏ هو سياسي نيوزلندي، ولد في 1831، وتوفي في 1910. انتخب عضو مجلس النواب النيوزيلندي عن دائرة Christchurch South ‏ (1881 – 1887).